# Eddy de Clercq
Eddy De Clercq (Gent, 18 oktober 1955), bijgenaamd EDC, is een Vlaams-Nederlands diskjockey-producer die algemeen beschouwd wordt als een van de pioniers van de Nederlandse dance-cultuur.
In 1999 ontving hij de prestigieuze Gouden Harp van de Stichting Buma Cultuur voor zijn lange carrière als diskjockey, omdat hij zich op bijzondere wijze verdienstelijk had gemaakt voor de Nederlandse lichte muziek en de baanbrekende pioniersrol die hij met de Amsterdamse club RoXY in de Nederlandse dancecultuur had vervuld.

## Biografie
In 1977 introduceerde De Clercq het fenomeen 'disco' in theater De Brakke Grond in Amsterdam, waar hij maandelijks feesten organiseerde die de aanzet zouden vormen tot zijn eerste discotheek, De Koer. Deze club, die opende in 1980, bood een muzikaal menu van new wave, punk, disco en een variabel aanbod van liveoptredens en performances. Optredens van Peter Giele, Fad Gadget, Soviet Sex, Marine en The Raincoats vonden plaats voor een gemêleerd publiek van punkers naast discofreaks.
In 1983 organiseerde hij samen met Paradiso de maandelijkse dansavond Pep Club, waar in het begin vooral de nadruk lag op een eclectische mengeling van funk, soul, afrobeat, northern soul en popcornmuziek. Theatrale acts van onder anderen fotograaf Erwin Olaf en Theo en Thea vonden plaats naast liveoptredens van The Platters, Montezuma's Revenge en The Drifters. Rond 1985 begon de vroege housemuziek steeds meer het muzikale aanbod te bepalen van de Pep Club.
In 1986 werd De Clercq gevraagd om, samen met kunstenaar Peter Giele en Arjen Schrama van het poptijdschrift Vinyl, een nieuwe uitgaansgelegenheid op te zetten. Dit werd Club RoXY, die in augustus 1987 de deuren opende. Vanaf de opening was De Clercq als artistiek leider en programmeur verantwoordelijk voor het muzikale beleid van de club. Hij programmeerde de op dat moment opkomende nieuwe vormen van elektronische dansmuziek, zoals house, electro, Detroit techno, New Beat en acid house, die na een moeizame start rond 1989 in Nederland doorbraken.
De Clercq was vanaf de opening mede-eigenaar en als creatief directeur verantwoordelijk voor het muzikale beleid van Club RoXY. Onder zijn leiding werden vaste dj's aangetrokken als Joost van Bellen, Dimitri, Johnson, KC The Funkaholic en Graham B, en nationale en internationale dj's en optredens geboekt als Lenny Dee, Baby Ford, Derrick May en Larry Heard's Fingers Inc. De Clercq bleef tot 1991 artistiek leider en DJ van de club, waarna hij zijn werkzaamheden overdroeg aan Joost van Bellen en als freelance-dj de wereld introk.
In 2012 werkte De Clercq mee aan de documentaire The Sound of Belgium waarin hij vertelt over de pioniersrol die België speelde binnen de wereld van de elektronische muziek in de jaren '80 en '90.
In 2015 publiceert De Clercq met journalist Martijn Haas, het boek Laat de nacht nooit eindigen: van discothèque tot rave over zijn muzikale leven en zijn fascinatie voor het extravagante nachtleven.

## Evolutie
Vanaf 1999 bouwde De Clercq zijn dj-activiteiten af om meer tijd te kunnen besteden aan het produceren van muziek. Zo werkte hij mee aan de lancering en de reclamecampagnes van het telecommunicatiebedrijf Orange. Voor Heineken maakte hij in 1999 de Millennium Mix, die drie keer met platina werd bekroond en tot in Zuidoost-Azië werd verspreid. In de dance-remix verwerkte hij speeches van wereldleiders en mixte soundcollages met muziek van de afgelopen honderd jaar.
In 2001 belichtte het Amsterdams Historisch Museum De Clercq’s carrière in de tentoonstelling Dansen, Dansen, Dansen… 100 jaar dansen in Amsterdam. Speciaal voor deze expositie bracht hij een selectie van dancehits en een overzicht van flyers, posters en RoXY-memorabilia bijeen, die onderdeel vormden van de tentoonstelling.
Naast zijn werkzaamheden als dj in het uitgaansleven en als producer leverde De Clercq vanaf 1977 ook veelvuldig muziek aan modeontwerpers in binnen- en buitenland. Zo werkte hij onder meer voor de catwalkcollecties van Bikkembergs, Walter Van Beirendonck, Ann Demeulemeester, Rifat Ozbek, Dries Van Noten, Miu Miu, Pucci en Alexander van Slobbe, maar ook heeft hij altijd meegewerkt aan de haute-couture-presentaties van Viktor & Rolf in Parijs, te beginnen met hun allereerste in 1998. Voor dit ontwerpersduo werd De Clercq ook actief als musical director.
In 2005 componeerde hij voor het cosmeticabedrijf L'Oréal de muziek voor de internationale reclamecampagnes van het eerste parfum van Viktor & Rolf. Het originele muzikale thema voor Flowerbomb werd in 2007 geheel nieuw opgenomen voor de cd Music for Catwalks, maar met een nieuwe tekst, vrij naar een Perzisch gedicht en gezongen door de Nederlandse zangeres Sue Moreno.
Gedurende de zomer van 2006 werkte De Clercq aan de begeleidende geluidsband van de performance van Viktor & Rolf voor de tentoonstelling Vrouwen van Tokyo en Parijs in het Van Gogh Museum in Amsterdam. Deze performance (op muziek van dj EDC) was ontworpen door de Belgische choreografe Annabelle Lopez Ochoa.
Eind 2006 exposeerde De Clercq onder de titel Exotica honderd platenhoezen uit eigen collectie tijdens de Mega Platen & CD Beurs in Jaarbeurs Utrecht.
De Clercq componeerde een nieuwe soundtrack voor de met een Oscar bekroonde korte documentaire film Glas (1958) van de Nederlandse cineast Bert Haanstra, die tijdens het Nederlands Film Festival van 2007 in Utrecht in première ging.
In november van datzelfde jaar kwam Music for Catwalks uit onder het jazz-platenlabel Challenge/Supertracks. De cd bevatte een verzameling van eigen muziekcomposities geïnspireerd op de modewereld en de stad Parijs, met nieuwe interpretaties van werk dat oorspronkelijk was gemaakt voor de modeshows van Viktor & Rolf.

## Muzikale stijl
De muziek van De Clercq bevat tal van karakteristieke elementen. In het algemeen wordt zijn muziek gekenmerkt door een voorliefde voor soul, funk, jazz, disco, house, bossanova en experimentele muziek.
Naast zijn carrière als dj en clubeigenaar, heeft De Clercq al sinds eind jaren 80 eigen muziek gemaakt, ofwel in samenwerking met andere artiesten ofwel als producer van zijn eigen composities. Platenlabels als Go Bang, R&S, Blue Note, EMI en Warner hebben zijn producties met succes uitgebracht. ‘Dish & Tell’ onder het alias House of Venus, met Gert van Veen en Eric Cycle, uitgebracht in 1990 door Go Bang werd wereldwijd een grote hit.
In 1989 verscheen een white label promo 12" onder de artiestennaam "A-Men" (met Gert van Veen & Corné Bos) de productie Pay The Piper, welke algemeen beschouwd wordt als de eerste volwaardige Nederlandse house-uitgave.
In 2001 bracht het prestigieuze jazzplatenlabel Blue Note Records het album Passport uit, dat De Clercq's debuutalbum was als soloartiest onder zijn initialen EDC. Veel muziek werd opgenomen in Fortaleza, Brazilië en Engeland. Blue Note bracht eveneens de single Changes uit, met filmdiva Sylvia Kristel, die als zangeres ook te zien en te horen was in de video van het nummer.
Enkele van De Clercq's bekendste producties zijn House of Venus (met Quazars Gert van Veen), Penetration (met Lenny Dee) en Boss-a-troniq, een compilatie van Braziliaanse bossa en elektronische dansmuziek, uitgebracht door Warner Music. Daarnaast heeft hij vanaf 1991 onder zijn eigen platenlabels Aspro en Testlab voornamelijk eigen werk en werk van jonge producers uit de binnen- en buitenlandse dancescene uitgebracht. Testlab was tevens de naam van een club-avond voor alternatieve dansmuziek in o.a discotheek Escape (café De Kroon), Paradiso en de Melkweg, waarop hij regelmatig draaide.
In 2004 startte hij Ubuntu Publishing, een uitgeverij en platenlabel waarop De Clercq zijn eigen werk uitbrengt en compilaties van vooral Zuid-Afrikaanse muziek. In samenwerking met ILAM (International Library of African Music) uit Grahamstown, Zuid-Afrika stelde hij de compilatie serie samen ‘Township Jive & Kwela Jazz’ waarop vergeten zeldzame Zuid-Afrikaanse jazz, jive & kwela muziek te horen is. Daarnaast schrijft De Clercq al sinds 2008 op zijn blog Soul Safari over vooral de Zuid-Afrikaanse muziek en cultuur.
In 2022 bracht hij na ruim 20 jaar weer een album uit, getiteld Afrotronic.
Naast zijn werkzaamheden als uitgever en producer van muziek werkt De Clercq regelmatig als freelancer voor de VPRO met zijn blog Het archief van Eddy de Clercq waarop hij selecties uit zijn archief laat horen en zien.

## Discografie

### Uitgebrachte muziek onder eigen naam
- No Pills (12 inch), 1991, Tink! Records
- No Pills (12 inch, promo), 1991, Tink! Records
- Eyes (12 inch), 1992, Diskotech
- No Pills (12 inch), 1998, Aspro
- Desire On Fire / Miles (12 inch), 2001, Blue Note
- Passport (cd), 2001, Blue Note
- Passport (dubbel-lp, album), 2001, Blue Note
- Changes (cd, maxi), 2002, Blue Note
- Music for Catwalks (cd), Eddy De Clercq & Friends, 2007, Supertracks/Challenge
- Musique Exotique (cd), Eddy De Clercq & Friends, 2010, Ubuntu Publishing

### Remixen
- Whipped Kream (The Summer Remixes) (12 inch), Whipped Kream (Eddy's Wet D'remix), 1990, Lower East Side Records
- Dish & Tell (EDC Mix) –House of Venus (12 inch) 1990, Go Bang! Records
- Techno Shock 2 (cd), Telescopic (Eddy De Clercq), 1992, S.O.B. (Sound Of The Bomb)
- Techno Shock 2 (lp), Telescopic (Eddy De Clercq), 1993, S.O.B. (Sound Of The Bomb)
- Techno Shock 2 (cd), Telescopic (Eddy De Clercq), 1993, Peerless
- Airbag - A Tribute To Safety (dubbel-cd, album), Airbag (Feel The Drive), 1995, Drive-In Productions
- Airbag - A Tribute To Safety (tweemaal 12 inch), Drive-In Productions
- Black, Sinister, Science EP (12 inch, EP), K.O.T. Anthem etc., 1995, UMM
- Fewfawfum/Ginseng (12 inch), Fewfawfum (Remix) etc., 1995, Aspro
- Natural Born Techno 2 (dubbel-cd), New Life (Ot & Ed Remix), 1995, Nova Zembla
- New Life (12 inch), New Life (OT & ED Remix), 1995, Nova Zembla
- New Life (cd, maxi), New Life (Ot & Ed Remix), 1995, Nova Zembla
- Enter The Dragon (cd, album), Whipped Kream (Eddy De Clerq Mix), 1997, Fact
- Dish & Tell 1999 (12 inch), Dish & Tell (EDC Mix), 1999, Go Bang! Records
- Dish & Tell 99 (cd, maxi), Dish & Tell (Bitch Mix), 1999, Go Bang! Records
- CLUB 6 (12 inch), HI (EDC & Jamez Remix), Aspro
- Get Down (12 inch), Get Down (XXL Mix), Aspro
- Get Down (12 inch, promo), Get Down (XXL Mix), Aspro

### Producties
- Pay The Piper (12 inch, promo), A-Men (EDC, Gert van Veen & Corné Bos), 1989, White label
- Tonight's The Night (12 inch), Tonight's The Night (EDC Mix), 1990, R & S Records
- Q (EDC & Gert van Veen) FROM WITHIN (12 inch) R & S Records 1991
- Tribal EP (12 inch, promo), 1991, R & S Records
- Takirari (12 inch), 1992, C.T. Records
- Trip (12 inch), 1995, Aspro
- The Sunshiners Vol. 2 (12 inch), 1995, Gobb 2
- Stereo Show Case (cd, album), 1996, Drive-In Productions
- Stereo Show Case (lp, album), 1996, Drive-In Productions
- Tap-Moi-La (Touch Me '96) (12 inch, promo), 1996, Ultraphonic
- Tap-Moi-La (Touch Me '96) (cd, maxi), 1996, Ultraphonic
- ORFEO MILES AWAY (12 inch), R&S /SATORI 1996
- House Classics (cd, album), 1997, Mecado (Dureco - Musicnet)
- Bahia Patrol –Bossa 911 -BOSS-A-TRONIQ (cd, album) WEA 2000
- Music For Catwalks Viktor & Rolf Haute Couture Spring Summer 1998 Eddy De Clercq & Friends, (cd), WEA 2000
- Ibiza Lounge 2 (cd), 2002, Dureco

### Coproducties
- Testlab 003 (12 inch), Feeling Wild etc., 1997, Testlab
- Eiffelpower (cd), 1998, Aspro

### Mixen
- Stella (12 inch), Ultrabass Mix (Stella), 1990, Dancyclopaedia
- Techno Shock 2 (lp), Telescopic (Eddy De Clerq Mix), 1993, S.O.B. (Sound Of The Bomb)

### Dj-mixen
- Heineken Millennium Mix (cd), 1999, Music Marketeers
- D.J. EDC Live @ Club Echoes (cd), Essential Dance Music
- BOSS-A-TRONIQ (cd, album) WEA 2000
- A Casa (cd, album) WEA 2000
- BOSS-A-TRONIQ volume 2 (cd, album) WEA 2001
- BOSS-A-TRONIQ volume 3 (cd, album) WEA 2002

De Clercq was daarnaast te horen op andere lp's en cd's.

### Ubuntu Publishing releases
- UP 2010.001. PRODJ Tzigane EP	Eddy De Clercq & Friends
- UP 2010.002 CD Musique Exotique	Eddy De Clercq & Friends
- UP 2010.003 CD Soul Safari presents Township Jive & Kwela Jazz Various Artists
- UP 2011.004 LP Soul Safari presents Township Jive & Kwela Jazz (1940-1960) volume 1 Various Artists
- UP 2011.004 CD Soul Safari presents Township Jive & Kwela Jazz (1940-1960) Various Artists
- UP 2013.005 LP Soul Safari presents Township Jive & Kwela Jazz volume 2 Various Artists
- UP 2014.006 LP Soul Safari presents Township Jive & Kwela Jazz (1960-1965) volume 3 Various Artists
- UP 2014.006 CD Soul Safari presents Township Jive & Kwela Jazz (1960-1965) volume 3mVarious Artists